# Антоан Пен
Антоан Пен (* 23 май 1683 г. в Париж; † 5 август 1757 г. в Берлин) е придворен художник в Прусия от 1711 г. и директор на Берлинската художествена академия от 1722 г.

## Биография
По-късният пруски придворен художник Пен получил своето професионално обучение от баща си Жан – художник на портрети, и от прадядо си Шарл де Ла Фос, придворен художник на френския крал Луи XIV и директор на Кралската академия. Стипендия от Академията му позволява да учи във Венеция, Неапол и Рим от 1705 до 1710 година. В Рим той успява да спечели художника Андреа Челести като учител в продължение на няколко години.
Пруският крал Фридрих I назначава младия французин в Берлин за придворен художник през 1710 година. Докато все още е в Рим, Пен се жени за Усул-Ан Дюбисон, дъщеря на художника на цветя Жан Батист Гайо Дюбисон, и се премества със съпругата си и нейното семейство в Берлин, където наследява нидерландеца Августин Тервестен – дотогавашния придворен художник, починал малко преди това на 6 май 1711 г. Той задържа този пост дори след възкачването на трона на новия крал Фридрих Вилхелм I (1713 г.), но пестеливият „крал на войниците“ намалил заплатата на Пен наполовина.
През 1715 г. художникът пътува до Десау с научна цел, а през 1718 г. за първи път до Дрезден, където рисува изображение на Самсон и неговата любовница Далила, като проба за кандидатстването му за прием в Парижката Академия Роял – състоял се през 1720 г. 1722 г. той е назначен за директор на Берлинската художествена академия и посещава Париж и Лондон в това си качество през 1723 г. и 1724 г.
От 1736 г. до 1740 г. Антоан Пен живее в двореца Райнсберг на културно франкофилския пруски кронпринц Фридрих, който бил въодушевен колекционер на картини от френския художник Антоан Вато (1683 – 1721). Той покровителства французина Пен с надеждата, че ще му нарисува картини в стила на Вато. Песне бил желан гост на трапезата на Фридрих. Той рисува многобройни портрети в Райнсберг и между 1738 г. и 1740 г. създава някои фрески на тавана на алегорично-митологични теми. Тук започва и продуктивното му сътрудничество с архитекта Георг Венцеслаус фон Кнобелсдорф, който бил обучен от него в Берлинската художествена академия в началото на 1730-те и с когото е работил съвместно през 1740-те години по проектирането на дворците Райнсберг, Шарлотенбург, Сансуси и Потсдамския градски дворец по поръчка на пруския крал.
През 1746 г. Антоан Пен получава като подарък от Фридрих II имота на улица „Oberwallstraße“ № 3 в Берлин, включително материалите за построяване на къща; художникът е живял там до края на живота си. По поръчка на граф Густав Адолф фон Готер той все още участва в проектирането на дворец Молсдорф около 1747 г., след което обаче творческата му кариера до голяма степен приключва. Единствено през 1754 г. Пен отново взема четка в ръка, когато създава прочутия автопортрет с двете си дъщери, показан в началото на статията. С този семеен портрет, с изобразяването на една интимна ситуация, станала характерна за стила рококо, Пен се откъсва от традициите на барока.
Пен, който е служил като придворен художник на трима пруски крале, умира на 5 август 1757 г. и е погребан на следващия ден в криптата на Германската катедрала на пл. Жандарменмарт в Берлин до Кнобелсдорф. Поради реконструкционни работи в катедралата, костите на Пен и Кнобелсдорфс са били преместени през 1881 г. на гробище № 1 към църковната общност на Йерусалимската и Нова църква, намираща се до Халенската врата в берлинския квартал Кройцберг. Първоначално определената там гробна площ с мраморна плоча и херувим е била унищожена или по време на бомбардировка в Втората световна война, или е изгубена по време на строителни работи за прекрояване на ул. Блюхенщрасе. Днес за художника напомня само един семпъл надгробен камък, без никакви украшения или подобно по него, положен на един гроб, принадлежащ на градската управа на Берлин, близо до входа на гробищния парк на ул. „Цосенер Щрасе“. Гробът до 2014 г. е бил деклариран като почтен гром на град Берлин.

## Значение
Художникът Антоан Пен, заедно с майстора-строител Георг Венцеслаус фон Кнобелсдорф, орнаменталиста Йохан Август Нал и гравьора на мед Георг Фридрих Шмит, е един от най-важните творци на фредерицианското рококо. Освен това, заедно с Антоан Вато, Николас Ланкре (1690 – 1743 г.) и Франсоа Буше (1703 – 1770 г.), той се смята за един от най-важните художници на френското рококо.
Пен печели трайно признание, от една страна, за многобройните си портрети на кралското пруско семейство и членовете на двора им – той придружавал трима пруски крале като художник-хроникьор в продължение на почти половин век –, но от друга страна и за своите картини на танцьорки, актриси и прости момичета от народа. Много от картините му са изложени в Берлинските музеи и в двореца Шарлотенбург, включително няколко портрета на „Стария Фриц“ и неговия брат Хайнрих, на придворната дама Софи Мари фон Фос и на „Старият Десауер“. Неговите фрески, неговите стенни и таванни картини, които той създава за дворците Райнсберг, Шарлотенбург, Сансуси и Потсдамския градски дворец, са, доколкото все още са запазени, част от трайното културно наследство на Прусия.

## Гласове на съвременници
Пруският престолонаследник, кронпринц Фридрих, пише на 14 ноември 1737 г. на френски език еуфорична „Поема, адресирана до г-н Антоан Пен“. Първите редове гласят в буквален превод на български:
Какво великолепно зрелище е, което блести пред мен!
До висината на боговете, Пен, твоята четка те издига –
Как дихание, смях и страст се крият в картината!
Мъдростта на твоето изкуство дори побеждава природата.
Матиас Остерайх, познавач по съвременна живопис по това време, пише през 1761 г. следното (откъси) като възпоменателен текст в знак на признателност към починалия художник :
„Смъртта му беше истинска загуба за живописното изкуство и неговите любители, защото в негово лице и двете страни загубиха най-умелия майстор на този век. Но това важи и за неговите приятели, които виждаха в него най-услужливия, най-честния приятел. Това важи и въобще за всички онези, които го бяха познавали, защото той караше хората да му се възхищават благодарение на своята приветлива, пленителна природа и остроумния му начин на общуване. Ако Пен нямаше нищо повече пред себе си, освен това, че един крал като Фридрих изкключително го ценеше не само заради изкуството му, но и заради моралния му характер, че родът на този крал и неговият двор го уважаваха точно поради тези причините, дори само това би дало дало най-валидното уверение за творчеството му.“
„За творците и любителите на изкуството неговите творби са най-ценното наследство.“
- Фридрих I Пруски
- Барбара Кампанини (La Barberina) – една от най-значимите класически балерини на 18 век
- Георг Вензеслаус фон Кнобелсдорф
- Баронеса фон Кайзерлинк – почетна дама на пруската кралица Елизабет Кристине – съпруга на Фридрих Велики
- Пигмалион и Галатея